# Eoarthropleura
Az Eoarthropleura a soklábúak (Myriapoda) altörzsének egyik fosszilis neme.
Ez a nem, a rendjének és a családjának az egyetlen képviselője.

## Tudnivalók
Az Eoarthropleura a késő szilur és a kora devon korszakok százlábúszerű neme volt. Maradványait Európában és Észak-Amerikában találták meg. Az állat nagyon hasonlított az Arthropleurára.

## Rendszerezés
A nembe az alábbi 3 faj tartozik:
- Eoarthropleura devonica Størmer, 1976
- Eoarthropleura hueberi Kjellesvig-Waering, 1986
- Eoarthropleura ludfordensis Shear & Selden, 1995